# Grzbiet podmorski
Grzbiet podmorski, także próg podmorski – silnie wydłużona wypukła forma dna oceanicznego, o stromych stokach, położona w obrębie dna oceanicznego. 
Grzbiety podmorskie mogą mieć różne pochodzenie:
- grzbiety śródoceaniczne – największe struktury linijne na powierzchni Ziemi, związane ze spreadingiem dna oceanicznego, np. Grzbiet Śródatlantycki, Grzbiet Wschodniopacyficzny
- grzbiety powstałe w wyniku przesuwania się płyty oceanicznej ponad tzw. plamą gorąca, np. Grzbiet Hawajski, Grzbiet Cesarski, Grzbiet Wielorybi
- grzbiety przebiegające w strefie uskoku transformującego, np. Grzbiet Macquarie
- wydłużone wyniesienia podmorskie zbudowane ze skorupy kontynentalnej, np. Grzbiet Łomonosowa, Grzbiet Carnegie, Grzbiet Norfolski
- inne wyniesienia o wydłużonym zarysie, niezwiązane ani ze strefami spreadingu, ani z plamami gorąca, np. Grzbiet Thomsona, Grzbiet Ymir
- niektóre grzbiety oceaniczne mają niewyjaśnioną do tej pory genezę, np. Grzbiet Mendelejewa, Grzbiet Czukocki, Rio Grande, Grzbiet 85 południka, Grzbiet Wschodnioindyjski.